# Hromoš
Hromoš (Hongaars: Kormos) is een Slowaakse gemeente in de regio Prešov, en maakt deel uit van het district Stará Ľubovňa.
Hromoš telt 501 inwoners.